# خورخي جاي إي. غارسيا
خورخي جاي إي. غارسيا هو فيلسوف كوبي، ولد في 1942 في كوبا.